# 아시안 하이웨이 44호선
아시안 하이웨이 44호선(AH44)은 스리랑카 중부주의 담불라와 동부주의 트링코말리를 사이에 이어주는 아시안 하이웨이 노선으로 총 연장은 107km이며, 아시안 하이웨이 노선 중에서 140, 141, 142, 143호선 등 3자릿수 번호를 가진 노선을 제외하면 최단거리 노선으로 드러나며, 해당 도로의 주요 경로는 다음과 같이 이루어져 있다. 대상 도로는 A6 간선도로가 유일하다. 그래서 아시안 하이웨이 노선 중에서 가장 짧은 노선이기도 하다.

## 주요 경유지
해당 도로는 전 구간에 걸쳐 스리랑카를 통과한다. 다만, 3개의 지역을 가로질러 A6 간선도로의 일부로 이루어져 있다. 해당 경로는 세 갈래로 길이 갈라진다.
- 담불라 - 하바라나 : 23 km
- 하바라나 - 칸탈레 : 47 km
- 칸탈레 - 트링코말리 : 37 km

## 분기점
- : 담불라

## 같이 보기
- 아시안 하이웨이 43호선
- A6 간선도로